# Демократическа партия на Кот д'Ивоар
Демократическата партия на Кот д'Ивоар (на френски: Parti démocratique de Côte d'Ivoire) е дясноцентристка либерална политическа партия в Кот д'Ивоар.
Тя е основана през 1946 година от Феликс Уфуе-Боани и първоначално има прокомунистическа ориентация, но след като страната получава независимост през 1960 година Уфуе-Боани установява прозападен еднопартиен режим, който просъществува до 1990 година. Тогава опозиционните партии са разрешени, но Демократическата партия остава на власт до военния преврат през 1999 година. През 2010 година тя подкрепя президентската кандидатура на Аласан Уатара, а след неговата победа участва в коалиционно правителство с Обединението на републиканците.
На бойкотираните от основната опозиционна пратия Ивоарски народен фронт, парламентарни избори през декември 2011 година Демократическата партия остава втора след Обединението на републиканците и получава 76 от 249 места в парламента.